# Rey (2017)

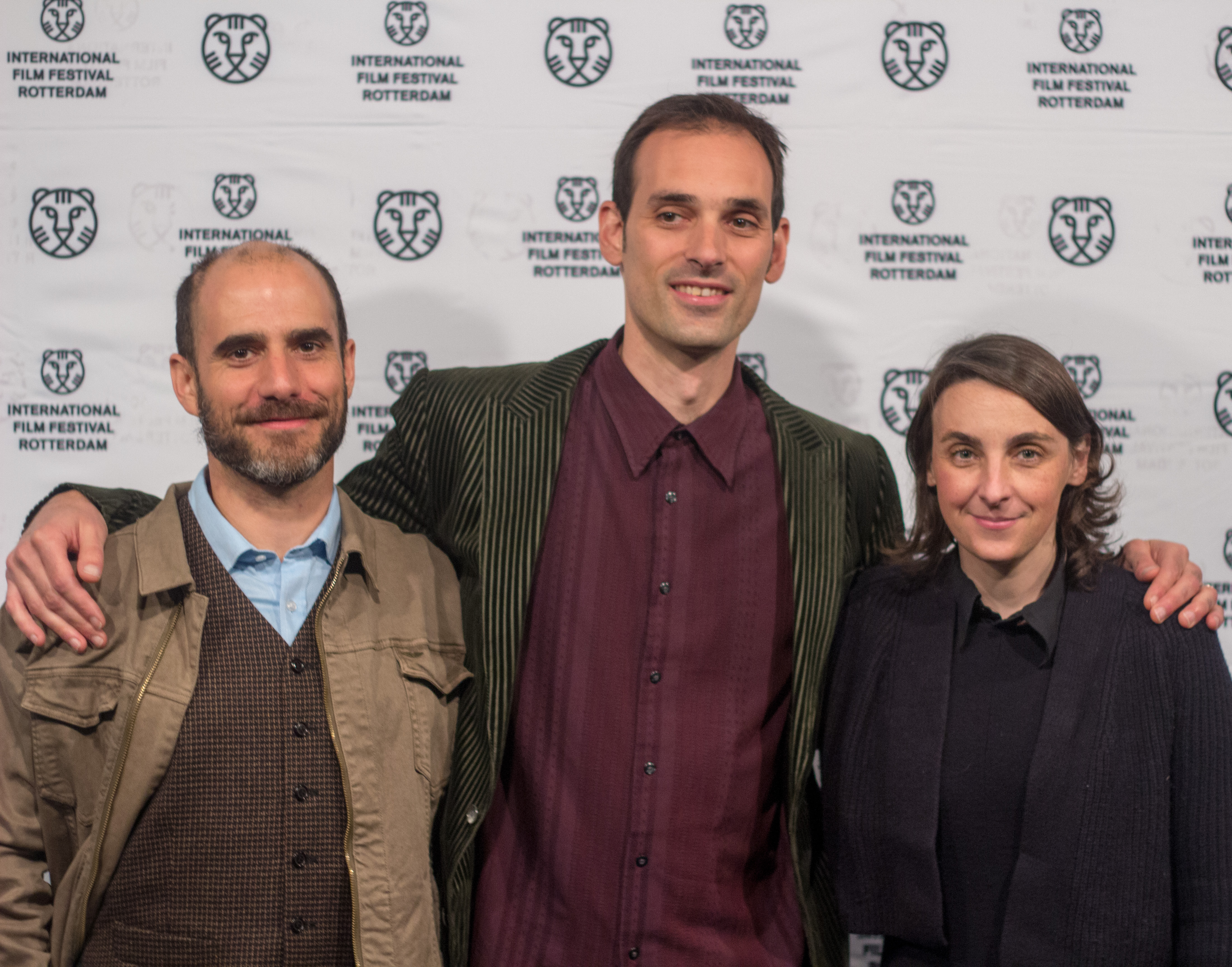
Rodrigo Lisboa, Niles Atallah und Lucie Kalmar auf dem International Film Festival Rotterdam 2017

Rey ist ein Spielfilm des Videokünstlers, Autors und Regisseurs Niles Attalah aus dem Jahr 2017.

## Handlung
Im Jahr 1860 reist der exzentrische französische Anwalt und Abenteurer Orélie Antoine de Tounens durch die Wälder Südchiles und Argentiniens, um die unabhängigen Königreiche Araucana und Patagonien zu gründen, mit sich selbst als König. Begleitet wird er nur von seinem chilenischen Führer und Übersetzer Rosales. Er will das indigene Volk der Mapuche vereinigen und sich von ihren Häuptlingen zum König wählen lassen. Eine Verfassung, eine Nationalhymne und eine Flagge hat er schon entworfen. Doch Rosales verrät seinen ihm nicht geheuren Arbeitgeber an die chilenische Regierung und de Tounens wird verhaftet. Er wird vor ein Gericht gestellt und schließlich des Landes verwiesen. Zwar versucht de Tounens noch einmal, ins Land zu kommen und mit den Mapuche Kontakt aufzunehmen. Aber schließlich stirbt er einsam und verarmt in Frankreich.

## Produktion
Niles Atallah arbeitete sieben Jahre lang an Rey. Er und sein Editor Benjamin Mirguet experimentierten mit Filmaufnahmen auf Zelluloid in den Formaten 8 mm, 16 mm, und 35 mm, die sie in Atallahs Garten vergruben und erst nach Monaten wieder herausholten. So ergeben sich unterschiedliche Spuren der Alterung und des Zerfalls auf dem Material, das anschließend teilweise noch zerkratzt und eingefärbt wurde.
Dieses analoge Filmmaterial montierten sie mit digitalen Aufnahmen und Found Footage, größtenteils aus den Beständen des EYE Film Instituut Nederland in Amsterdam.

## Rezeption
Der Film überzeugte 83 % der Kritiker bei Rotten Tomatoes und erhielt dort die Durchschnittswertung 6 von 10 möglichen Punkten.
Esther Buss zeigt sich im Tagesspiegel von Atallahs Experimenten mit der Filmtextur fasziniert, findet aber, dass es auf „vordergründige Seite ums Material geht“.
Variety bezeichnet Rey als „kunstvolle Meditation über die Wechselhaftigkeit der historischen Erinnerung und der Unabwendbarkeit des Verfalls“.
In der taz vergleicht Johannes Bluth Rey mit Werner Herzogs Film Aguirre, der Zorn Gottes und Christian Krachts Roman Imperium. Er bezeichnet den Film als „hochartifizelle Collage“ und „kluge Reflexion über Geschichte und Geschichtlichkeit“.
Im Filmdienst wird Rey als „experimentelles Historiendrama“ bezeichnet.
Ernst Corinth vom Göttinger Tageblatt kann sich Rey auch gut in einer Kunstgalerie vorstellen.
Das kann auch Cath Clarke vom Guardian, die den Film „sonderbar und manchmal wunderschön“ findet. Die Episoden, in denen die Darsteller Masken aus Pappmaché tragen, bezeichnet sie als „wie aus einem Traum, gemalt von Lucian Freud“.

## Auszeichnungen
- Sonderpreis der Jury beim Filmfestival in Rotterdam 2017[11]
- Publikumspreis beim FICUNAM Filmfestival 2017 in Mexiko[12]
- Preis der französischen Filmkritiker beim 29. Cinelatino Filmfestival in Toulouse, Frankreich[13]
- „Best Fiction“ beim FicWallmapu Filmfestival der indigenen Völker aus Wallmapu in Temuco, Chile[14]
- FIPRESCI-Preis auf dem Vladivostok International Film Festival in Russland[15]